# Олимпијски зелени тениски центар
Олимпијски зелени тениски центар (кин: 北京奥林匹克网球中心, Běijīng Àolínpǐkè Wǎngqiú Zhōngxīn) је спортски комплекс изграђен за Олимпијске игре у 2008. у Пекингу. Отворен је 1. октобра 2007.
Овај центар је био домаћин тениског турнира у мушкој и женској конкуренцији појединачно и у игри парова, као и такмичења на 13. Параолимпијским играма. Центар обухвата главни ртерен који по идејном решењу подсећа на цвет прима 10.000 гладалаца и три већа терена који имају капацитете од 4.000, 2,000 и 1,400 седишта. Површина целог тениског комплекса, са још неколико тениских терена обухвата 26.514 м² .